# Spelaphorura glenniei
Genre
Espèce
Spelaphorura glenniei, unique représentant du genre Spelaphorura, est une espèce de collemboles de la famille des Onychiuridae.

## Distribution
Cette espèce se rencontre en Himalaya.

## Habitat
C'est une espèce troglobie.

## Étymologie
Cette espèce est nommée en l'honneur d'E. A. Glennie.

## Publication originale
- Bagnall, 1948 : Contributions toward a knowledge of the Onychiuridae (Collembola-Onychiuroidea). I-IV. Annals and Magazine of Natural History, sér. 11, vol. 14, p. 631-642.